# 제5회 미국 감독 조합상
제5회 미국 감독 조합상은 1952년 뛰어난 활동을 보인 영화 감독을 기리기 위해 1953년 2월에 열린 시상식이다. Biltmore Bowl에서 개최되었다.

## 수상 및 후보

### 감독상(영화부문)
- 말 없는 사나이 - 존 포드 수상

### 공로상
- 세실 B. 데밀 수상